# Willow (Alaska)
Willow ist ein census-designated place (CDP) im Matanuska-Susitna Borough im US-Bundesstaat Alaska in den Vereinigten Staaten. Das Gebiet liegt nördlich der Stadt Houston und ist über den George Parks Highway erreichbar. Die westliche Grenze des CDPs bildet der Susitna River. Das U.S. Census Bureau hat bei der Volkszählung 2020 eine Einwohnerzahl von 2.196 ermittelt.

## Geschichte
Das Gebiet des heutigen CDPs Willow wurde erstmals von Ureinwohnern der Dena'ina-Athabasken besiedelt. Die Gemeinde entstand 1897, als am Willow Creek Gold gefunden wurde. Während des Baus der Alaska Railroad kamen Landvermesser, Arbeiter und andere Siedler nach Willow. 1920 wurde ein Bahnhof gebaut. Während des Zweiten Weltkriegs wurde eine Radarwarnstation sowie ein Flugplatz gebaut. 1954 war Willow Creek Alaskas größtes Goldabbaugebiet mit einer Produktion im Umfang von annähernd 18 Millionen Dollar. Auch der Bau des George Parks Highways 1972 trug zum Wachstum in der Gegend bei. 1976 wählten die Bürger Alaskas Willow zu ihrer neuen Hauptstadt. Die Finanzierung zur Verlegung der Hauptstadt von Juneau nach Willow wurde jedoch in der Wahl 1982 zurückgewiesen. Als Ergebnis blieb Juneau die Hauptstadt Alaskas.

## Wirtschaft
Viele Einwohner Willows sind im Tourismus (Betreiben von Lodgen, Reiseführung und Charterdiensten) sowie im Einzelhandel selbständig tätig. Zwei in dem Gebiet liegende Sägemühlen bieten Arbeitsmöglichkeiten. Einige Einwohner arbeiten in den nahegelegenen Städten Wasilla, Palmer und Anchorage. Auf dem Capitol Speedway finden in ganz Alaska bekannte Stock-Car-Rennen statt. Willow ist inzwischen der offizielle Gastgeber des bekannten Iditarod-Hundeschlittenrennens.

## Demografie
Zum Zeitpunkt der Volkszählung im Jahre 2000 (U.S. Census 2000) hatte Willow CDP 1658 Einwohner auf einer Landfläche von 1773,7 km². Das Durchschnittsalter betrug 40,1 Jahre (nationaler Durchschnitt der USA: 35,3 Jahre). Das Pro-Kopf-Einkommen (engl. per capita income) lag bei US-Dollar 22.323 (nationaler Durchschnitt der USA: US-Dollar 21.587). 22,1 % der Einwohner lagen mit ihrem Einkommen unter der Armutsgrenze (nationaler Durchschnitt der USA: 12,4 %). 22,2 % der Einwohner sind deutschstämmig und 14,8 % sind irischer Abstammung.